# گریم آلدرد
گریم آلدرد (انگلیسی: Graeme Aldred; ۱۱ سپتامبر ۱۹۶۶ – ۲۲ فوریهٔ ۱۹۸۷) بازیکن فوتبال اهل انگلستان بود.
از باشگاه‌هایی که در آن بازی کرده است می‌توان به باشگاه فوتبال بارو اشاره کرد.